# كاثي جوردن
كاثي جوردن (بالإنجليزية: Cathy Jordan)‏ هي مغنية وكاتبة غنائية أيرلندية، ولدت في القرن العشرين.